# Kongres Narodowy (Honduras)
Kongres Narodowy (hiszp. Congreso Nacional) – jednoizbowy parlament Hondurasu, główny organ władzy ustawodawczej w tym kraju. Składa się ze 128 deputowanych wybieranych na czteroletnią kadencję. Wybory odbywają się w 18 wielomandatowych okręgach wyborczych, odpowiadających podziałowi administracyjnemu kraju. Stosuje się ordynację proporcjonalną. 
Czynne prawo wyborcze przysługuje obywatelom Hondurasu mającym ukończone 18 lat. Głosować nie mogą osoby skazane i odbywające karę pozbawienia wolności, a także służące w armii. Kandydaci muszą mieć ukończone 21 lat i zamieszkiwać na terenie okręgu wyborczego, w którym startują, przez co najmniej 5 lat przed wyborami. W parlamencie nie mogą zasiadać osoby, które w okresie 6 miesięcy przed objęciem mandatu realizowały zamówienia rządowe. 